# شيرازي (مقاطعة تشرام)
شيرازي (بالفارسية: شیرازی) هي قرية تقع في قسم تشرام الريفي (مقاطعة تشرام) في إيران. يقدر عدد سكانها بـ 277 نسمة بحسب إحصاء 2016.